# Растверг (Вирџинија)
Растверг (енгл. Rustburg) насељено је место без административног статуса у америчкој савезној држави Вирџинија.

## Демографија
По попису из 2010. године број становника је 1.431, што је 160 (12,6%) становника више него 2000. године.
| Група             | 2000.       | 2010.         |
| Белци             | 950 (74,7%) | 1.072 (74,9%) |
| Афроамериканци    | 300 (23,6%) | 281 (19,6%)   |
| Азијати           | 1 (0,1%)    | 14 (1,0%)     |
| Хиспаноамериканци | 2 (0,2%)    | 22 (1,5%)     |
| Укупно            | 1.271       | 1.431         |